# 1er avril en sport
1er mars 1er mai
Chronologies thématiques
- Croisades
- Ferroviaires
- Disney

Le 1er avril (91e jour de l'année ou 92e en cas d'année bissextile) en sport.

## Événements

### XIXesiècle
- 1869 :
  - (Cyclisme) : à Paris, publication du premier numéro du journal sportif Le Vélocipède illustré
- 1871 :
  - (Aviron) : The Boat Race entre les équipes universitaires d'Oxford et de Cambridge. Cambridge s'impose[1].
- 1879 :
  - (Baseball) : fondation aux États-Unis de la Northwestern League.
- 1882 :
  - (Aviron) : The Boat Race entre les équipes universitaires d'Oxford et de Cambridge. Oxford s'impose[2].
  - (Football) : à Glasgow (First Cathkin Park), finale de la 9e édition de la Coupe d'Écosse. Queen's Park s'impose face à Dumbarton, 4-1 devant 14 000 spectateurs.
- 1888 :
  - (Football) : fondation du club de football néerlandais du FC Sparta Rotterdam.

### XXesièclede1901à1950
- 1908 :
  - (Football) : fondation du club argentin de football de San Lorenzo, basé à Buenos Aires.
- 1923 :
  - (Cyclisme) : victoire d'Henri Suter lors de Paris-Roubaix.
- 1928 :
  - (Sport automobile) : victoire de Giuseppe Campari et Giulio Ramponi lors des Mille Miglia sur une Alfa Romeo 6C 1500 Sport.
- 1933 :
  - (Rugby à XV) : victoire de l'Écosse contre l'Irlande lors du Tournoi britannique de rugby à XV.
- 1934 :
  - (Cyclisme) : victoire de Gaston Rebry lors de Paris-Roubaix.
- 1935 :
  - (Sport automobile) : Les Murphy s'impose sur une MG lors du Grand Prix d'Australie.
- 1938 :
  - (Boxe) : le boxeur américain Joe Louis conserve son titre de champion du monde des poids lourds de boxe en battant Harry Thomas par K.O. au 5e round à Chicago.

### XXesièclede1951à2000
- 1951 :
  - (Sport automobile) : Curtis Turner (en) remporte la course sur le Charlotte Speedway (en) en NASCAR Grand National.
  - (Cyclisme) : victoire de Fiorenzo Magni lors du tour des Flandres.
- 1961 :
  - (Sport automobile) : victoire de Emanuel Zervakis (en) lors du Greenville 200 à Greenville en NASCAR Grand National.
- 1962 :
  - (Sport automobile) : Rex White remporte la course Richmond 250 en NASCAR Grand National.
  - (Cyclisme) : victoire de Rik Van Looy lors du tour des Flandres.
- 1967 :
  - (Sport automobile) : Mario Andretti et Bruce McLaren remporte les 12 heures de Sebring au volant d'une Ford GT40 Mk IV.
- 1970 :
  - (Cyclisme) : victoire d'Eddy Merckx lors de Gand-Wevelgem.
- 1973 :
  - (Sport automobile) : David Pearson remporte la course Atlanta 500 sur le Atlanta International Raceway en NASCAR Winston Cup.
  - (Cyclisme) : victoire de Eric Leman lors du tour des Flandres.
- 1979 :
  - (Sport automobile) : victoire de Dale Earnhardt lors du Southeastern 500 sur le Bristol International Speedway en NASCAR Winston Cup.
  - (Cyclisme) : victoire de Jan Raas lors du tour des Flandres.
- 1984 :
  - (Sport automobile) : Darrell Waltrip remporte la course Valleydale 500 sur le Bristol International Speedway en NASCAR Winston Cup.
  - (Cyclisme) : victoire de Johan Lammerts lors du tour des Flandres.
- 1990 :
  - (Cyclisme) : victoire de Moreno Argentin lors du tour des Flandres.
  - (Sport automobile) : victoire de Dale Earnhardt lors du TranSouth 500 sur le Darlington Raceway en NASCAR Winston Cup.
  - (Sport automobile) : Kurt Thiim remporte la manche belge du championnat DTM sur le circuit de Zolder

### XXIesiècle
- 2000 :
  - (Rugby à XV) : pour la 5e et dernière journée du Tournoi des Six Nations, la France bat l'Italie (42 - 31) à domicile puis les Irlandais s'inclinent chez eux devant les Gallois (19 - 23).
- 2001 :
  - (Sport automobile) : l'Écossais David Coulthard (McLaren-Mercedes) remporte le Grand Prix du Brésil devant les Allemands Michael Schumacher (Ferrari) (2e) et Nick Heidfeld (Sauber-Petronas) (3e).
  - (Sport automobile) : Dale Jarrett remporte la course Harrah's 500 en NASCAR Winston Cup.
- 2007 :
  - (Sport automobile) : victoire de Jimmie Johnson lors du Goody's Cool Orange 500 sur le Martinsville Speedway en NASCAR Nextel Cup.
  - (Sport automobile) : Hélio Castroneves remporte la course sur le circuit urbain de St. Petersburg en Champ Car.
- 2012 :
  - (Cyclisme) : victoire de Tom Boonen lors du tour des Flandres.
  - (Sport automobile) : Will Power remporte le Grand Prix d'Alabama en IndyCar Series.
  - (Sport automobile) : victoire de Ryan Newman lors du Goody's Fast Relief 500 sur le Martinsville Speedway en NASCAR Sprint Cup Series.
  - (Sport automobile) : Mathias Beche et Pierre Thiriet remporte les 6 Heures du Castellet.
- 2016 :
  - (Patinage artistique /Championnats du monde) : à Boston, l'Espagnol Javier Fernández conserve son titre mondial individuel conquis en 2015.
- 2017 :
  - (Football /Coupe de la Ligue) : le PSG s'est adjugé sa 4e Coupe de la Ligue d'affilée face à son grand rival monégasque (4-1), grâce à un doublé de son buteur Edinson Cavani (50e et 90e) de Julian Draxler (4e) puis Ángel Di María (44e) contre un but de Thomas Lemar à la 27e.
  - (Patinage artistique /Championnats du monde) : à Helsinki en Finlande, les Français Gabriella Papadakis et Guillaume Cizeron ont été détrônés par les Canadiens Tessa Virtue et Scott Moir. Les Américains Maia Shibutani et Alex Shibutani complètent le podium.

## Naissances

### XIXesiècle
- 1861 :
  - Gustaf Adolf Boltenstern, cavalier de dressage suédois. Médaillé d'argent aux Jeux de Stockholm 1912. († 9 octobre 1935).
- 1867 :
  - Albert Allen, footballeur anglais. (1 sélection en équipe nationale). († 13 octobre 1899).
- 1870 :
  - Léon Bollée, industriel, constructeur automobile et pilote automobile français. († 16 décembre 1913).
- 1882 :
  - Paul Anspach, épéiste puis dirigeant sportif belge. Médaillé de bronze par équipes aux Jeux de Londres 1908, champion olympique en individuel et par équipes aux Jeux de Stockholm 1912 puis médaillé de bronze par équipes aux Jeux d'Anvers 1920 et aux Jeux de Paris 1924. Secrétaire puis président de la FIE de 1933 à 1948. († 28 août 1981).
- 1884 :
  - Ralph Kirby, footballeur puis entraîneur anglais. († 9 avril 1946).
- 1885 :
  - Émile Sartorius, footballeur français. (5 sélections en équipe de France). († ? novembre 1933).
- 1888 :
  - Jean Alavoine, cycliste sur route français. († 18 juillet 1943).
- 1889 :
  - Hermann Felsner, footballeur puis entraîneur autrichien. († 6 février 1977).

### XXesièclede1901à1950
- 1901 :
  - Camille Montade, joueur de rugby à XV et à XIII français. Médaillé d'argent aux Jeux de Paris 1924. (5 sélections en équipe de France). († 6 janvier 1949).
- 1911 :
  - Fauja Singh, athlète de fond vétéran britannique. († 14 juillet 2025).
- 1912 :
  - Léon Dernier, pilote de courses automobile d'endurance belge. († 26 juillet 1969).
- 1921 :
  - Ken Reardon, hockeyeur sur glace canadien. († 15 mars 2008).
- 1927 :
  - Walter Bahr, footballeur américain. (19 sélections en équipe nationale). († 18 juin 2018).
- 1928 :
  - Bill Holden, footballeur anglais. († 25 janvier 2011).
- 1932 :
  - François Moncla, 89 ans, joueur de rugby à XV français. Vainqueur du Tournoi des Cinq Nations 1959, 1960 et 1961. (31 sélections en équipe nationale). († 28 novembre 2021).
- 1939 :
  - Phil Niekro, joueur de baseball américain. († 26 décembre 2020).
- 1944 :
  - Rusty Staub, joueur de baseball américain. († 29 mars 2018).
- 1946 :
  - Arrigo Sacchi, footballeur puis entraîneur italien. Vainqueur des Coupe des clubs champions 1989 et 1990. Sélectionneur de l'équipe d'Italie de 1991 à 1996.
- 1947 :
  - Norm Van Lier, basketteur américain. († 26 février 2009).
- 1948 :
  - Michel Parmentier, footballeur français.
- 1950 :
  - Loris Kessel, pilote de courses automobile suisse. († 15 mai 2010).

### XXesièclede1951à2000
- 1951 :
  - Rolf Biland, pilote de courses automobile et de Side-car suisse. Champion du monde side-car 1978, 1979, 1981, 1983, 1992, 1993 et 1994.
- 1953 :
  - Pavol Biroš, footballeur tchécoslovaque puis slovaque. Champion d'Europe de football 1976. (9 sélections avec l'équipe de Tchécoslovaquie de football).
- 1954 :
  - Giancarlo Antognoni, footballeur italien, Champion du monde de football 1982. (73 sélections en équipe nationale).
  - Dieter Müller, footballeur allemand. (12 sélections en équipe nationale).
- 1958 :
  - Anton Innauer, sauteur à ski autrichien. Médaillé d'argent du grand tremplin aux jeux d'Innsbruck 1976 et champion olympique du petit tremplin aux Jeux de Lake Placid 1980.
- 1959 :
  - Helmuth Duckadam, footballeur roumain. († 2 décembre 2024).
- 1964 :
  - John Bosch, pilote de courses automobile néerlandais.
  - Erik Breukink, cycliste sur route néerlandais. Vainqueur du Tour d'Irlande 1990 et du Tour des Pays-Bas 1993.
  - Kevin Duckworth, basketteur américain. († 25 août 2008).
  - Scott Stevens, hockeyeur sur glace canadien.
- 1965 :
  - Mark Jackson, basketteur américain.
- 1966 :
  - Craig Kelly, snowboardeur américain. († 20 janvier 2003).
  - Bertrand Reuzeau, footballeur puis entraîneur français.
- 1968 :
  - Ingrid Klimke, cavalière de concours complet allemande. Championne olympique par équipes aux Jeux de Pékin 2008 et aux Jeux de Londres 2012 puis médaillée d'argent par équipes aux Jeux de Rio 2016. Championne du monde de sports équestres du concours complet par équipes 2006 et 2014. Championne d'Europe de concours complet d'équitation par équipes 2011, 2013 et 2015 puis en individuelle en 2018.
- 1969 :
  - Jean-Michel Bayle, pilote de motocross de vitesse moto et d'endurance français. Champion du monde de motocross 125 cm3 1989 puis champion du monde de motocross 250 cm3 1989, des Bols d'or 2002 et 2003 puis des 24 Heures Moto 2002.
  - Arnaud Boetsch, joueur de tennis puis consultant TV français. Vainqueur de la Coupe Davis 1991 et 1996.
  - Dean Windass, footballeur anglais.
- 1970 :
  - Emmanuelle Coubat, pongiste française.
- 1971 :
  - Shinji Nakano, pilote de F1 et de courses automobile d'endurance japonais.
  - Sonia Bisset, athlète de lancers de javelot cubaine.
- 1972 :
  - Darren McCarty, hockeyeur sur glace canadien.
- 1974 :
  - Paolo Bettini, cycliste sur route puis dirigeant sportif italien. Champion olympique de la course en ligne aux Jeux d'Athènes 2004. Champion du monde de cyclisme sur route 2006 et 2007. Vainqueur des Liège-Bastogne-Liège 2000 et 2002, de Milan-San Remo 2003 puis des Tours de Lombardie 2005 et 2006.
  - Hugo Ibarra, footballeur argentin. Vainqueur des Copa Libertadores 2000, 2001 et 2003. (11 sélections en équipe nationale).
  - Sandra Völker, nageuse allemande. Médaillée d'argent du 100 m nage libre puis de bronze du 50 m nage libre et du relais 4 × 100 m nage libre aux Jeux d'Atlanta 1996. Championne du monde de natation du relais 4 × 100 m 2001. Championne d'Europe de natation du relais 4 × 100 m 4 nages 1993, championne d'Europe de natation du 50 m nage libre, des relais 4 × 100 m et 4 × 100 m 4 nages 1997, championne d'Europe de natation du 50 m et 100 m dos puis du relais 4 × 100 m nage libre 1999 puis championne d'Europe de natation du 4 × 100 m nage libre et du 4 × 100 m 4 nages 2002.
- 1975 :
  - George Bastl, joueur de tennis suisse.
  - Magdalena Maleeva, joueuse de tennis bulgare.
- 1976 :
  - Rafał Kuptel, handballeur polonais. (144 sélections en équipe nationale).
  - Clarence Seedorf, footballeur néerlandais. Vainqueur des Ligue des champions 1995, 1998, 2003 et 2007. (87 sélections en équipe nationale).
  - David Gilliland, pilote de courses automobile américain.
- 1977 :
  - Vitor Belfort, combattant de Jiu-jitsu brésilien.
  - Esa Pirnes, hockeyeur sur glace finlandais.
  - Haimar Zubeldia, cycliste sur route espagnol.
- 1978 :
  - Antonio de Nigris, footballeur mexicain. Vainqueur de la Copa Libertadores 2004. (15 sélections en équipe nationale). († 15 novembre 2009).
  - Jean-Pierre Dumont, hockeyeur sur glace canadien.
  - Etan Thomas, basketteur américain.
  - Miroslava Vavrinec, joueuse de tennis suisse.
- 1979 :
  - Ivano Balić, handballeur croate. Champion olympique aux Jeux d'Athènes 2004 puis médaillé de bronze aux Jeux de Londres 2012. Champion du monde de handball 2003. (172 sélections en équipe nationale).
  - Louis Campbell, basketteur américain.
- 1980 :
  - Travis Lisabeth, hockeyeur sur glace canadien.
- 1981 :
  - Antónios Fótsis, basketteur grec. Champion d'Europe de basket-ball 2005. Vainqueur des Euroligue de basket-ball 2000, 2009 et 2011 puis de la Coupe ULEB de basket-ball 2006. (97 sélections en équipe nationale).
  - Bjørn Einar Romøren, sauteur à ski norvégien. Médaillé de bronze par équipes aux Jeux de Turin 2006. Champion du monde de vol à ski par équipes 2004 et 2006.
- 1982 :
  - Erik Daniels, basketteur américain.
- 1983 :
  - Jussi Jokinen, hockeyeur sur glace finlandais. Médaillé d'argent aux Jeux de Turin 2006.
  - Sean Taylor, joueur de foot U.S. américain. († 27 novembre 2007).
  - John Axford, joueur de baseball canadien.
  - Lance Hohaia, joueur de rugby à XIII néo-zélandais. Champion du monde de rugby à XIII 2008. (28 sélections en équipe nationale).
  - Ólafur Ingi Skúlason, footballeur islandais. (36 sélections en équipe nationale).
- 1984 :
  - Éric Mouloungui, footballeur gabonais. (39 sélections en équipe nationale).
- 1985 :
  - Gustavo Ayón, basketteur mexicain.
  - Daniel Murphy, joueur de baseball américain.
  - Elizabeth Tweddle, gymnaste britannique. Médaillée de bronze aux barres asymétriques aux Jeux de Londres 2012. Championne du monde de gymnastique artistique des barres asymétriques 2006 et 2010 puis championne du monde de gymnastique artistique du sol 2009. Championne d'Europe de gymnastique artistique des barres asymétriques 2006 et 2011 puis championne d'Europe de gymnastique artistique des barres asymétriques et du sol 2009 et 2010.
- 1986 :
  - Dejan Borovnjak, basketteur croate.
  - Vanessa Bürki, footballeuse suisse. (79 sélections en équipe nationale).
  - Yurika Nakamura, athlète de fond japonaise.
  - Stephen Quinn, footballeur irlandais. (18 sélections en équipe nationale).
  - Ireen Wüst, patineuse de vitesse néerlandaise. Championne olympique du 3 000 m et médaillée de bronze du 1 500 m aux Jeux de Turin 2006, championne olympique du 1 500 m aux Jeux de Vancouver 2010, championne olympique du 3 000 m et de la poursuite par équipes, médaillée d'argent du 1 000 m, du 1 500 m et du 5 000 m aux Jeux de Sotchi 2014 puis championne olympique du 1 500 m, médaillée d'argent du 3 000 m et de la poursuite par équipes aux Jeux de Pyeongchang 2018. Championne du monde toutes épreuves de patinage de vitesse 2007, 2011, 2012, 2013 et 2014. Championne du monde toutes épreuves de patinage de vitesse du 1 000 et du 1 500 m 2007, du 1 500 et du 3 000 m 2011 et 2013.
  - Nikola Đurđić, footballeur serbe. (1 sélection en équipe nationale).
- 1987 :
  - Ding Junhui, joueur de snooker chinois.
  - Li Ting, plongeuse chinoise. Championne olympique du synchronisé à 10 m aux Jeux d’Athènes 2004. Championne du monde de plongeon du synchronisé à 10 m 2003 et championne du monde de plongeon du synchronisé à 3 m 2005.
  - Roxane Knetemann, cycliste sur piste et sur route néerlandaise.
  - Oliver Turvey, pilote de courses automobile britannique.
- 1988 :
  - Fatmire Bajramaj, footballeuse allemande. Médaillée de bronze aux Jeux de Pékin 2008. Championne du monde de football 2007. Championne d'Europe de football 2009 et 2013. Victorieuse de la Coupe de l'UEFA 2009 et de la Ligue des champions 2010. (79 sélections en équipe nationale).
  - Sandie Clair, cycliste sur piste française.
  - Charlotte Lembach, sabreuse française. Médaillée d'argent par équipes aux Mondiaux d'escrime 2014 et de bronze à ceux de 2017 puis championnats du monde d'escrime par équipes 2018. Médaillée d'argent par équipes aux CE d'escrime 2014, médaillée d'argent en individuelle et par équipes aux CE d'escrime 2015, médaillée de bronze en individuel et d'argent par équipes aux CE d'escrime 2016 puis médaillée de bronze par équipes aux CE d'escrime 2017 et 2018.
  - Brook Lopez, basketteur américain.
  - Robin Lopez, basketteur américain.
- 1989 :
  - Florin Bérenguer, footballeur français.
  - Jan Blokhuijsen, patineur de vitesse néerlandais. Médaillé de bronze de la poursuite par équipes aux Jeux de Vancouver 2010 et aux Jeux de Pyeongchang 2018 puis champion olympique de la poursuite par équipes et médaillé d'argent du 5 000 m aux Jeux de Sotchi 2014. Champion du monde simple distance de patinage de vitesse de la poursuite par équipes 2012 et 2013.
  - Mohamed Mamdouh, handballeur égyptien. Vainqueur de la Ligue des champions 2018. (189 sélections en équipe nationale).
  - David N'Gog, footballeur franco-camerounais.
  - Christian Vietoris, pilote de courses automobile allemand.
- 1990 :
  - Jonny May, joueur de rugby à XV anglais. Vainqueur du Challenge européen 2015. (45 sélections en équipe nationale).
- 1991 :
  - Benjamin Afgour, handballeur français. Vainqueur de la Ligue des champions masculine 2018. (8 sélections en équipe de France).
  - Romain Combaud, cycliste sur route français.
  - Marco Haller, cycliste sur route autrichien.
- 1992 :
  - Geoffrey Bouchard, cycliste sur route français.
  - Gabriela Dabrowski, joueuse de tennis canadienne.
  - Alekseï Korovachkov, céiste russe. Médaillé de bronze en C-2 1000 m aux Jeux de Londres 2012. Champion du monde de course en ligne de canoë-kayak de C-1 4 × 200 m relais 2011, champion du monde de course en ligne de canoë-kayak de C–2 500 m, C–2 1000 m et C-1 4 × 200 m relais 2014 puis champion du monde de course en ligne de canoë-kayak de C–2 200 m 2015. Champion d'Europe de course en ligne (canoë-kayak) de C-2 1000 m 2011, champion d'Europe de course en ligne (canoë-kayak) des C-2 500 m et C-2 1000 m 2013, champion d'Europe de course en ligne (canoë-kayak) des C-1 200 m, C-2 200 m et C-2 500 m2014 puis champion d'Europe de course en ligne (canoë-kayak) des C-2 200 m et C-2 500 m 2015.
  - Clemens Unterweger, hockeyeur sur glace autrichien. (37 sélections en équipe nationale).
- 1993 :
  - Roselord Borgella, footballeuse haïtienne. (27 sélections en équipe nationale).
  - Mesake Doge, joueur de rugby à XV fidjien. (13 sélections en équipe nationale).
  - Julius Kühn, handballeur allemand. Médaillé de bronze aux Jeux de Rio 2016. Champion d'Europe masculin de handball 2016. (66 sélections en équipe nationale).
  - Jurgen Mattheij, footballeur néerlandais.
  - Nico Schulz, footballeur germano-italien. (11 sélections avec l'équipe d'Allemagne).
- 1995 :
  - Chadrac Akolo, footballeur congolais. (4 sélections en équipe nationale).
  - Kadidiatou Diani, footballeuse française. (44 sélections en équipe de France).
  - Julie Oliveira Souza, volleyeuse française. (56 sélections en équipe de France).
- 1996 :
  - Pelle van Amersfoort, footballeur néerlandais.
- 1997 :
  - Gauthier Denis, basketteur français.
- 1998 :
  - Kuo Wen-chin, joueur taïwanais de rugby à XV
  - Patryk Szysz, footballeur polonais.
- 1999 :
  - Dominik Máthé, handballeur hongrois.(36 sélections en équipe nationale).
- 2000 :
  - Rhian Brewster, footballeur anglais.
  - Jakub Kraska, nageur polonais.

### XXIesiècle
- 2001 :
  - Logan Costa, footballeur franco-cap-verdien. (13 sélections avec l'équipe du Cap-Vert).
  - Julian von Moos, footballeur suisse.
- 2002 :
  - Riccardo Ciervo, footballeur italien.
- 2003 :
  - Federico Zuccon, footballeur italien.
- 2004 :
  - Oscar Gloukh, footballeur israélien.

## Décès

### XXesièclede1901à1950
- 1915 :
  - André Six, 35 ans, nageur français. Médaillé d'argent du parcours sous l'eau aux Jeux de Paris 1900. († 15 juillet 1879).
- 1924 :
  - Stanley Rowley, 47 ans, athlète de sprint et de fond australien. Champion olympique du 5 000 m par équipes et médaillé de bronze du 60 m, du 100 m et du 200 m aux Jeux de Paris 1900. (° 11 septembre 1876).
- 1950 :
  - Joanni Perronet, 72 ans, fleurettiste français. Médaillé d'argent du fleuret pour maître d'armes aux Jeux d'Athènes 1996. (° 19 octobre 1877).

### XXesièclede1951à2000
- 1954 :
  - Jan Thomée, 67 ans, footballeur néerlandais. Médaillé de bronze aux Jeux de Londres 1908. (16 sélections en équipe nationale). (° 4 décembre 1886).
- 1963 :
  - Reinier Beeuwkes, 79 ans, footballeur néerlandais. Médaillé de bronze aux Jeux de Londres 1908. (19 sélections en équipe nationale). (° 17 février 1884).
- 1967 :
  - Jan van Dort, 77 ans, footballeur néerlandais. Médaillé de bronze aux Jeux d'Anvers 1920.(5 sélections en équipe nationale). (° 25 mai 1889).
- 1976 :
  - Roger Rivière, 40 ans, cycliste sur route et sur piste français. Champion du monde de cyclisme sur piste de la poursuite individuelle 1957, 1958 et 1959. Auteur de deux records de l'heure cycliste. (° 23 février 1936).
- 1987 :
  - Henri Cochet, 85 ans, joueur de tennis français. Médaillé d'argent en simple et en double aux Jeux de Paris 1924. Vainqueur des tournois de Roland Garros de 1922, 1926, 1928, 1930 et 1932, des tournois de Wimbledon 1927 et 1929 et de l'US Open de tennis 1928, des Coupe Davis 1927, 1928, 1929, 1930, 1931 et 1932. (° 14 décembre 1901).
- 1993 :
  - Alan Kulwicki, 38 ans, pilote de courses automobile américain. (° 14 décembre 1954).
- 1996 :
  - John McSherry, 51 ans, arbitre de baseball américain. (° 11 septembre 1944).

### XXIesiècle
- 2004 :
  - Edgar Dören, 62 ans, pilote de courses automobile d'endurance allemand. (° 6 octobre 1941).
  - Ioánnis Kyrástas, 51 ans, footballeur puis entraîneur grec. (46 sélections en équipe nationale). (° 25 octobre 1952).
- 2006 :
  - Gary Dineen, 62 ans, hockeyeur sur glace canadien. (° 24 décembre 1943).
- 2007 :
  - Robert McMillen, 79 ans, athlète de demi-fond américain. Médaillé d'argent du 1 500 m aux Jeux d'Helsinki 1952. (° 5 mars 1928).
- 2008 :
  - Péter Baczakó, 56 ans, haltérophile hongrois. Médaillé de bronze des -82,5 kg aux Jeux de Montréal 1976 puis champion olympique des -90 kg aux Jeux de Moscou 1980. (° 27 septembre 1951).
- 2012 :
  - Giorgio Chinaglia, 65 ans, footballeur italien. (14 sélections en équipe nationale). (° 24 janvier 1947).
- 2019 :
  - Dimitar Dobrev, 87 ans, lutteur bulgare. Médaillé d'argent des moins de 79 kg aux Jeux de Melbourne en 1956 puis champion olympique de la même catégorie en 1960 à Rome. (° 14 avril 1931).
  - Pierre Tosi, 69 ans, coureur cycliste français. (° 19 août 1949).